# Montleçon
Montleçon (occità) o Montluçon (francès) és una ciutat occitana, situada al departament de l'Alier i la regió d'Alvèrnia-Roine-Alps i pertanyent a la regió històrica del Borbonès. És situada als marges del riu Cher, en una cruïlla entre les ciutats de Bourges, Châteauroux, Moulins-sur-Allier, Clarmont d'Alvèrnia i Llemotges.